# Harry Benjamin Wolf
Harry Benjamin Wolf (* 16. Juni 1880 in Baltimore, Maryland; † 17. Februar 1944 ebenda) war ein US-amerikanischer Politiker. Zwischen 1907 und 1909 vertrat er den Bundesstaat Maryland im US-Repräsentantenhaus.

## Werdegang
Harry Wolf besuchte die öffentlichen Schulen seiner Heimat. Nach einem anschließenden Jurastudium an der University of Maryland und seiner 1901 erfolgten Zulassung als Rechtsanwalt begann er in Baltimore in diesem Beruf zu arbeiten. Außerdem war er auch im Immobiliengeschäft tätig. Gleichzeitig schlug er als Mitglied der Demokratischen Partei eine politische Laufbahn ein. Zwischen 1906 und 1908 saß er im Abgeordnetenhaus von Maryland.
Bei den Kongresswahlen des Jahres 1906 wurde Wolf im dritten Wahlbezirk von Maryland in das US-Repräsentantenhaus in Washington, D.C. gewählt, wo er am 4. März 1907 die Nachfolge von Frank Charles Wachter antrat. Da er im Jahr 1908 nicht bestätigt wurde, konnte er bis zum 3. März 1909 nur eine Legislaturperiode im Kongress absolvieren. Nach dem Ende seiner Zeit im US-Repräsentantenhaus nahm Wolf seine früheren Tätigkeiten wieder auf. Er starb am 17. Februar 1944 in seiner Heimatstadt Baltimore, wo er auch beigesetzt wurde.